# Nørre Tranders (Aalborg)
 For alternative betydninger, se Nørre Tranders. (Se også artikler, som begynder med Nørre Tranders)
Nørre Tranders er en tidligere landsby, der er ved at vokse sammen med Aalborg, og ligger seks kilometer øst for Aalborg Centrum. Kvarteret ligger centralt i Aalborg Øst.
Nørre Tranders består af den gamle Nørre Tranders landsby ved Nørre Tranders Kirke og nyere byområder. 